# 下関事件 (騒乱)

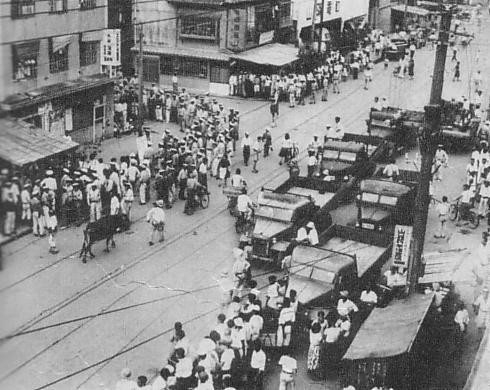
騒乱直後の下関市内

下関事件（しものせきじけん）とは、1949年（昭和24年）8月に山口県下関市で発生した騒乱事件。

## 事件の発端
大韓民国政府は1949年より、韓国外に居住する同胞を対象にした「在外国民登録」を開始した。民団は、「この登録を怠る者は朝鮮人としての資格を喪失する。無国籍人になることを望む以外の者は登録せよ。」と宣伝したため、朝連側が憤慨し、小規模な衝突が続いていた。8月15日には大規模な衝突が小野田市で発生し、それを発端として下関事件へと発展することになる。

## 事件の概要
1949年8月19日午後11時頃、朝連事務所前に約150人の在日朝鮮人が集結し、民団を非難する集会を開いた。
集会そのものは特に問題なく終了したが、警備に当たっていた朝連の構成員と民団の構成員が路上で遭遇、乱闘となり、民団側が所持していた日本刀で朝連側に負傷者を出した。
朝連は、これに報復すべく8月20日午前2時30分頃、構成員約200人を招集し、民団下関支部や民団構成員の自宅を襲撃した。そして被害家屋から金品を略奪するなどの狼藉を働いたあと解散した。このため、未明にも係らず市内は一時大混乱になった。
下関市警察は、直ちに国家地方警察山口県本部に応援を要請した。国家地方警察は、自治体警察を含む山口県内の全警察に非常招集を発令、警察学校の学生をも動員した。
県内各地から来る応援部隊の到着後、朝連や民団の施設を一斉に捜索を開始し、939 人の警察官のうち 14 人が負傷したが、73人を検挙した。
翌日8月21日には、下関市警察と国家地方警察の合同による「下関事件合同警備本部」を設置するとともに、市内各所に検問所を設けて逃亡を阻止した。最終的に208人が検挙され、殺人未遂罪のほか、騒擾罪などで75人が起訴された。